# (6163) Reimers
Pour les articles homonymes, voir Reimers.
(6163) Reimers est un astéroïde de la ceinture principale de la famille de Hungaria.

## Description
(6163) Reimers est un astéroïde de la ceinture principale, de la famille de Hungaria. Il présente une orbite caractérisée par un demi-grand axe de 1,93 UA, une excentricité de 0,10 et une inclinaison de 20,3° par rapport à l'écliptique.

## Compléments